# Peso gallo (MMA)

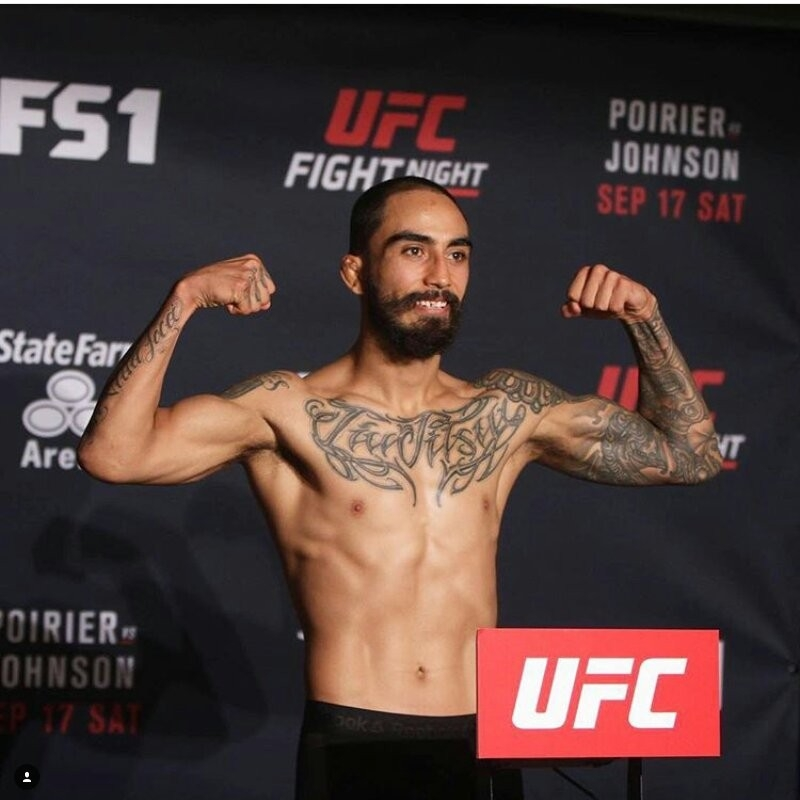
José Alberto Quiñónez «Teco», peleador de peso gallo.

La división de peso gallo en artes marciales mixtas se refiere a diferentes categorías de peso:
- La división de peso gallo de UFC, la cual agrupa a los competidores entre 126–135 lbs (61.3 kg)
- La divisiónde peso gallo de King of the Cage, con un límite superior de 145 lb (65.8 kg)[1]
- La división de peso gallo de Shooto, la cual agrupa a los competidores hasta 125 lbs (56.7 kg)
- La división de peso gallo de ONE Championship, cuyo límite es de 65,8 kg (145,1 lb)
- La división de peso gallo de Road FC, cuyo límite superior es de 135.6 lb (61.5 kg)

## Ambigüedad y aclaración
En aras de la uniformidad, la mayoría de medios especializados de artes marciales estadounidenses consideran como pesos gallos a los competidores entre 126 y 135 lbs (57 y 61 kg).
El límite de peso gallo, definido por la Comisión Atlética del Estado de Nevada y la Asociación de Comisiones de Boxeo es de 135 lbs (61.36 kg).

## Campeones profesionales

### Campeones actuales
Última actualización el 25 de julio de 2025.
Hombres:
| Organización             | Comienzo del reinado     | Campeón            | Récord             | Defensas |
| ------------------------ | ------------------------ | ------------------ | ------------------ | -------- |
| UFC                      | 14 de septiembre de 2024 | Merab Dvalishvili  | 20–4 (3KO 2SUB)    | 2        |
| Bellator                 | 7 de mayo de 2021        | Patchy Mix         | 19–1 (2KO 13SUB)   | 0        |
| Rizin FF                 | 31 de marzo de 2020      | Kai Asakura        | 21–4 (13KO 3SUB)   | 0        |
| ONE Championship         | 24 de febrero de 2023    | Fabricio Andrade   | 9–2 (5KO 2SUB)     | 0        |
| Fight Nights Global      | 10 de octubre de 2017    | Sabit Zhusupov     | 20–10–1 (6KO 8SUB) | 0        |
| KSW                      | 25 de enero de 2025      | Sebastian Przybysz | 14–4–1 (5KO 5SUB)  | 1        |
| Cage Warriors            | N/A                      | Vacante            | N/A                | N/A      |
| ACA                      | 6 de marzo de 2020       | Oleg Borisov       | 26–6–1 (12KO 1SUB) | 1        |
| Brave CF                 | N/A                      | Vacante            | N/A                | N/A      |
| Legacy Fighting Alliance | 16 de junio de 2023      | John Sweeney       | 13–3 (4KO 3SUB)    | 0        |

Mujeres:
| Organización | Comienzo del reinado | Campeón         | Récord           | Defensas |
| ------------ | -------------------- | --------------- | ---------------- | -------- |
| UFC          | 30 de julio de 2022  | Amanda Nunes    | 22–5 (13KO 4SUB) | 0        |
| Invicta FC   | 18 de enero de 2022  | Talita Bernardo | 10–4 (0KO 6SUB)  | 0        |